# Christian Ofner
Christian Ofner (* 20. September 1993 in Villach) ist ein österreichischer Eishockeyverteidiger.

## Karriere
Christian Ofner begann seine Karriere als Eishockeyspieler in seiner Heimatstadt in der Nachwuchsabteilung des EC VSV. Seit 2008 spielte er für die U20-Junioren des Vereins. Am 15. Oktober 2010 gab der Verteidiger sein Debüt für die Profimannschaft des EC VSV, als er in der Erste Bank Eishockey Liga beim 4:2-Heimsieg gegen die Vienna Capitals auflief.